# Difluoreto de oganessônio
Difluoreto de oganessônio é um composto hipotético de fórmula química OgF2, o qual seria formado pela reação química entre o oganessônio (Og, número atômico 118, um elemento recentemente anexado à tabela periódica), e o flúor. Provavelmente seria um composto sólido, cristalino e as ligações Og—F são previstas para apresentar caráter total ou parcialmente iônico. Oganessônio está localizado na família dos gases nobres, mas previsões teóricas e computacionais apontam que o elemento poderá ser reativo e formar vários compostos, comportando-se de modo diferente dos demais elementos de sua família.